# Juvigny-sur-Orne
Juvigny-sur-Orne – miejscowość i gmina we Francji, w regionie Normandia, w departamencie Orne.
Według danych na rok 1990 gminę zamieszkiwało 65 osób, a gęstość zaludnienia wynosiła 20 osób/km² (wśród 1815 gmin Dolnej Normandii Juvigny-sur-Orne plasuje się na 821. miejscu pod względem liczby ludności, natomiast pod względem powierzchni na miejscu 1023.).